# Fournès
Fournès ist eine französische Gemeinde mit 1058 Einwohnern (Stand 1. Januar 2022) im Département Gard der Region Okzitanien.

## Geografie
Die Gemeinde lFournès liegt jeweils 20 Kilometer von den Städten Nîmes und Avignonentfernt, an der Autobahn A9, die hier den Fluss Gardon überquert.

## Geschichte
Schon seit Urzeiten waren die Hänge von Fournès bewohnt. Westgoten, Sarrazenen und schließlich die Franken besiedelten das Gebiet. 1211 wurde die Siedlung als Castrum de Fornisio bezeichnet, 1386 als Fornesium. Das auf dem Hügel gelegene Dorf wurde von seinen Mauern und der 1150 gebauten Burg geschützt. Während der Hugenottenkriege wurde die Burg zerstört. Die alte Dorfkirche im oberen Teil des Dorfes wurde im 12. Jahrhundert niedergebrannt.

### Bevölkerungsentwicklung
| Jahr      | 1962 | 1968 | 1975 | 1982 | 1990 | 1999 | 2008 | 2020 |
| Einwohner | 375  | 428  | 465  | 514  | 590  | 738  | 891  | 1073 |

## Kultur und Sehenswürdigkeiten
- Kapelle Saint-Pierre, von Karl Martell erbaut
- Kirche Saint-Pierre aus dem Jahr 1836 mit separatem Glockenturm
- Überreste der Burg
- Statue von General Gilly, einem in Fournès geborenen General Napoleons
- Kreuzweg mit dreizehn Stationen
- Überreste eines Bewässerungssystems für das Dorf[1]

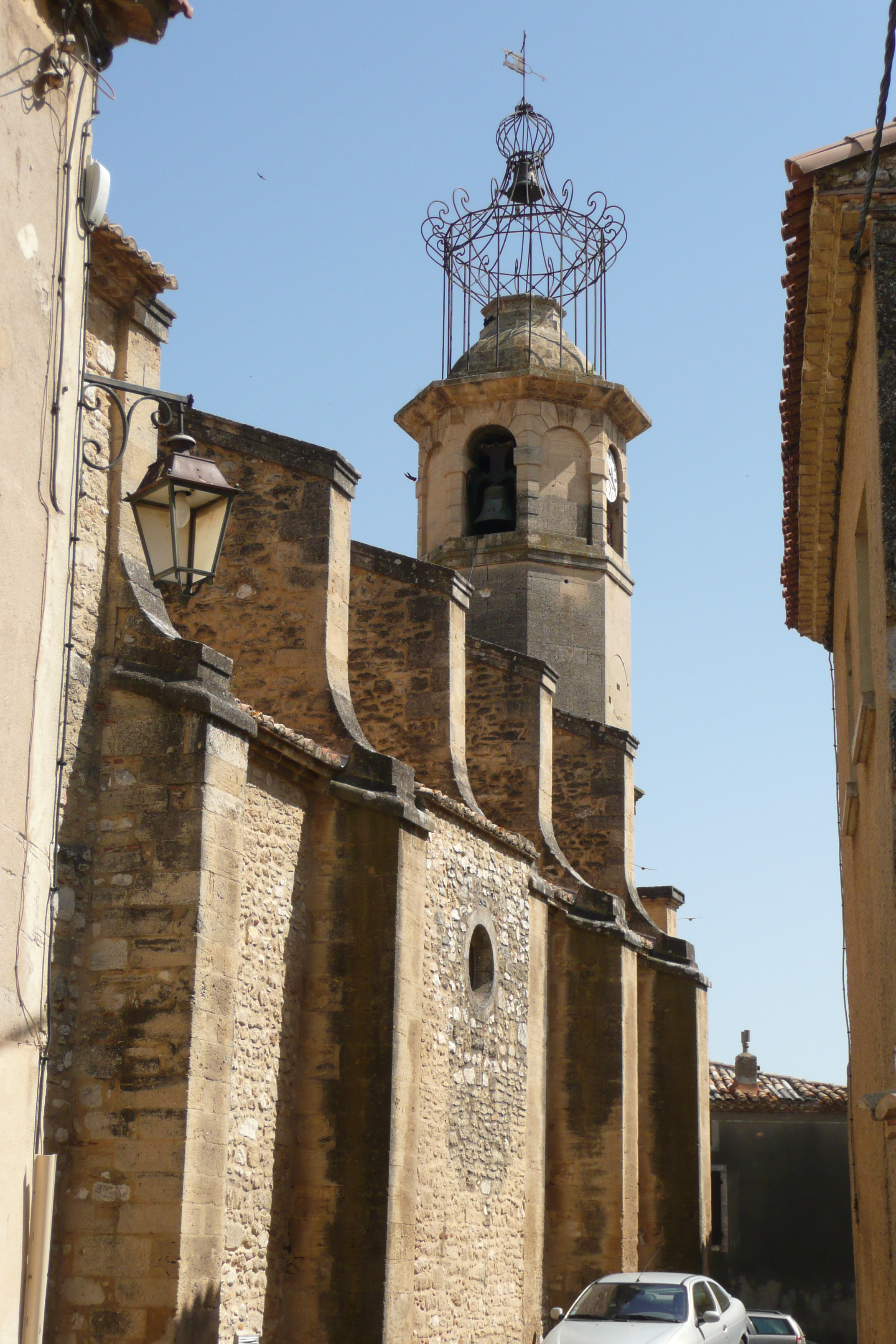
Kirche Saint-Pierre

## Persönlichkeiten
- Jacques-Laurent Gilly (1769–1829), General